# Liza and Louise
Liza and Louise is een 7" single van de punkband NOFX, uitgebracht door Fat Wreck Chords in 1992. De single bevat een exclusieve versie van The Longest Line gezongen door El Hefe.
De eerste 15.000 versies werden gedrukt op paars vinyl. Alle andere versies op zwart.
Het nummer Liza and Louise stond ook op het studioalbum White Trash, Two Heebs and a Bean en op het verzamelalbum Punk-O-Rama

## Nummers
1. "Liza and Louise" - 2:22
2. "The Fastest Longest Line" - 2:40

## Band
- Fat Mike - zang, basgitaar
- El Hefe - gitaar, zang
- Eric Melvin - gitaar
- Erik Sandin - drums